# Instituto de Bioquímica Médica da Universidade Federal do Rio de Janeiro
O Instituto de Bioquímica Médica Leopoldo de Meis (IBqM) é um órgão suplementar da Universidade Federal do Rio de Janeiro (UFRJ), criado em 2004, sendo anteriormente um departamento do Instituto de Ciências Biomédicas (ICB). Localiza-se no prédio do Centro de Ciências da Saúde (CCS), na Cidade Universitária, Rio de Janeiro.

## Ensino
O IBqM oferece os seguintes cursos, com o intuito de formar pesquisadores com alto nível científico:
Graduação
- Biotecnologia, juntamente com a Escola de Química (EQ).

Pós-Graduação
- Química Biológica (Conceito máximo (7) pela CAPES)

## Atividades de Extensão
Além dos programas de ensino nas áreas de graduação e pós, o IBqM possuí projetos ativos na área de extensão. Entre eles, estão incluídos Curso de Férias para professores e alunos do Ensino Médio, com atividades experimentais nos laboratórios da UFRJ e projetos de divulgação científica Ciência e Arte, que incluem a produção de vídeos e livros para o público geral. Além disso, também há o projeto da inclusão do surdo na sociedade atual, em parceria com o Instituto Nacional de Educação de Surdos (Ines/MEC).